# Condado de Garvin
El condado de Garvin (en inglés: Garvin County), fundado en 1907, es un condado del estado estadounidense de Oklahoma. En el año 2000 tenía una población de 27.210 habitantes con una densidad de población de 13 personas por km². La sede del condado es Pauls Valley.

## Geografía
Según la oficina del censo el condado tiene una superficie total de 2107 km² (813,5 mi²), de los que 2091 km² (807,3 mi²) son tierra y 16 km² (6,2 mi²) (0,76%) son agua.

### Condados adyacentes
- Condado de McClain - norte
- Condado de Pontotoc - este
- Condado de Murray - sureste
- Condado de Carter - sur
- Condado de Stephens - suroeste
- Condado de Grady - noroeste

### Principales carreteras y autopistas
- Interestatal 35
- U.S. Autopista 77
- U.S. Autopista 177
- Carretera Estatal 7
- Carretera Estatal 19
- Carretera Estatal 29

## Demografía
Según el censo del 2000 la renta per cápita media de los habitantes del condado era de 28.070 dólares y el ingreso medio de una familia era de 34.774 dólares. En el año 2000 los hombres tenían unos ingresos anuales 28.033 dólares frente a los 18.940 dólares que percibían las mujeres. El ingreso por habitante era de 14.856 dólares y alrededor de un 15,90% de la población estaba bajo el umbral de pobreza nacional.

## Ciudades y pueblos
- Elmore City
- Erin Springs
- Foster
- Hennepin
- Katie
- Lindsay
- Maysville
- Paoli
- Pauls Valley
- Pernell
- Stratford
- Wynnewood